# سلطان شيخموس
سلطان شيخموس (بالكردية: Siltan Şêxmûs)  أو باسمه الكامل موسى بن ماهين المارديني الزولي (و. 1077، ماردين؛ ت. 1164، ماردين)، هو عالم إسلامي وطالب عبد القادر جيلاني .
تقع قبره في قرية يوجه على طريق ماردين - ديار بكر. 

## مصدر
1. ↑  Ertekin، M. Zahir (1 ديسمبر 2015). "A Biographical Oeuvre by Baqustanî: Sultan Shaykhmus". Nubihar Akademi. ج. 1 ع. 4: 57–89. ISSN:2147-883X. مؤرشف من الأصل في 2024-10-08.
2. ↑  Ertekin، M. Zahir (1 Aralık 2015). "A Biographical Oeuvre by Baqustanî: Sultan Shaykhmus". ج. 1 ع. 4: 57–89. ISSN:2147-883X. مؤرشف من الأصل في 22 Eylül 2024. اطلع عليه بتاريخ 22 Eylül 2024. {{استشهاد بدورية محكمة}}: الاستشهاد بدورية محكمة يطلب |دورية محكمة= (مساعدة)، تحقق من التاريخ في: |تاريخ الوصول=، |تاريخ=، و|تاريخ أرشيف= (مساعدة)، والوسيط غير المعروف |موسوعة= تم تجاهله (مساعدة)
3. ↑  "Sultan Seyhmus Türbesi" (بTürkçe). Archived from the original on 21 Eylül 2024. Retrieved 21 Eylül 2024. {{استشهاد ويب}}: تحقق من التاريخ في: |تاريخ الوصول= and |تاريخ أرشيف= (help) and الوسيط غير المعروف |موسوعة= تم تجاهله (help)صيانة الاستشهاد: لغة غير مدعومة (link)